# Jänschwalde
Jänschwalde (baix sòrab: Janšojce) és un municipi alemany que pertany a l'estat de Brandenburg. Forma part de l'Amt Peitz i es troba a 15 kilòmetres de Cottbus.

## Nuclis
- Jänschwalde-Dorf (Janšojce-Wjas)
- Jänschwalde-Ost (Janšojce-Jutšo)
- Drewitz (Drjejce)
- Grießen (Grešno)